# Pystira
Genre
Pystira est un genre d'araignées aranéomorphes de la famille des Salticidae.

## Distribution
Les espèces de ce genre se rencontrent en Océanie, en Indonésie et au Pakistan.

## Liste des espèces
Selon World Spider Catalog (version 18.5, 23/09/2017) :
- Pystira cyanothorax (Thorell, 1881)
- Pystira ephippigera (Simon, 1885)
- Pystira karschi (Thorell, 1881)
- Pystira nigripalpis (Thorell, 1877)
- Pystira versicolor Dyal, 1935

## Publication originale
- Simon, 1901 : Histoire naturelle des araignées. Paris, vol. 2, p. 381-668 (intégral).